# To Live Is to Die
«To Live Is to Die» es la octava canción de ...And Justice for All, el cuarto álbum de estudio del grupo musical estadounidense de thrash metal Metallica.
Es una canción instrumental, compuesta a modo de homenaje póstumo que el grupo musical brindó a su bajista Cliff Burton fallecido en 1986.

## Composición musical
Lars Ulrich comentó en entrevistas de la época, que la canción en realidad está basada en varios «riffs» que Cliff Burton había ido escribiendo desde un par de años antes de su muerte. El grupo musical pensó que sería una buena idea que pudiese haber algo escrito por Cliff en el nuevo álbum, de ese modo también formaría parte de ese trabajo. 
La introducción es la composición más lenta de la discografía de Metallica, que va a una velocidad de 53 bpm, contando con un estilo clásico que se repite incesantemente hasta que comienza a desvanecerse hacia la parte de guitarra con distorsión. La parte más pesada simboliza el sentimiento de agresividad y pérdida que el grupo sufre por su muerte. El primer solo representa todo el sentimiento de Kirk Hammet.
El interludio presenta un arpegio de guitarra, el cual en principio es ejecutado sin ningún acompañamiento, y a medida que avanza se van incorporando elementos como la batería y lo que parece ser un violonchelo, que en realidad, es el bajo jugando con la perilla de sonido para lograr ese sonido. Esta sección es una de las pocas del disco en que el bajo se percibe de manera clara.
El interludio representa la tristeza y el dolor de los Integrantes del grupo por la pérdida de Burton. El segundo solo de guitarra, más melódico, es interpretado por James Hetfield, y agudiza más el sentimiento de pérdida.
En la vuelta de la parte pesada, rinden tributo a Cliff mediante la lectura del poema, su última composición, y continúan con el tributo haciendo justamente lo que Burton habría esperado de ellos, seguir adelante con la música.
Al llegar al final, la canción vuelve al estilo clásico de la introducción, simbolizando el recuerdo de Cliff, que jamás tendrá fin. El «riff» final es interrumpido repentinamente, simbolizando así el final de la vida de Burton, cortada bruscamente por la muerte a una edad tan joven.

## Poema
Casi al final de la canción, James Hetfield narra un poema escrito por el fallecido bajista del grupo musical, que le fue entregado de mano de su hermana, quién lo encontró mientras recogía sus antiguas pertenencias tiempo después de su muerte. Este poema posteriormente supondría el último legado de su obra. Solo los dos versos finales del poema son de la autoría de Burton, ya que en realidad la parte inicial fue escrita por el himnógrafo alemán del siglo XVII Paul Gerhardt.
El poema dice:
When a man lies,

he murders some part of the world,

these are the pale deaths which,

men miscall their lives.

All this I cannot bear,

to witness any longer.

Cannot the kingdom of salvation

take me home?
La traducción al castellano sería:
Cuando un hombre miente,

mata una parte del mundo,

éstas son las muertes pálidas,

que los hombres llaman equivocadamente vidas.

Ya no puedo soportar,

ser testigo de todo esto.

¿No puede el reino de la salvación

llevarme a casa?
En esta canción en general se percibe un aire más triste y oscuro, en el que se incluyen tendencias un poco más progresivas que en «(Anesthesia) - Pulling Teeth», «The Call of Ktulu» y «Orion», las canciones instrumentales que podemos encontrar en sus tres álbumes previos.

## Interpretación en vivo
El 7 de diciembre de 2011 fue interpretada, por primera vez, completamente en vivo en San Francisco, ya que se estaba festejando los 30 años del grupo.
Esta canción fue la última instrumental de estudio que el grupo musical realizó hasta la llegada en septiembre de 2008 del álbum Death Magnetic, que retoma esta tradición de antaño con «Suicide & Redemption».

## Créditos
- James Hetfield: Voz, guitarra rítmica, segundo solo de guitarra y guitarra acústica.
- Kirk Hammett: Guitarra líder.
- Jason Newsted: Bajo eléctrico.
- Lars Ulrich: Batería y percusión.
- Cliff Burton: Composición.